# D-1 Cykacz
D-1 Cykacz – polski samolot sportowy zbudowany w Centralnych Warsztatach Lotniczych w Warszawie. 

## Historia

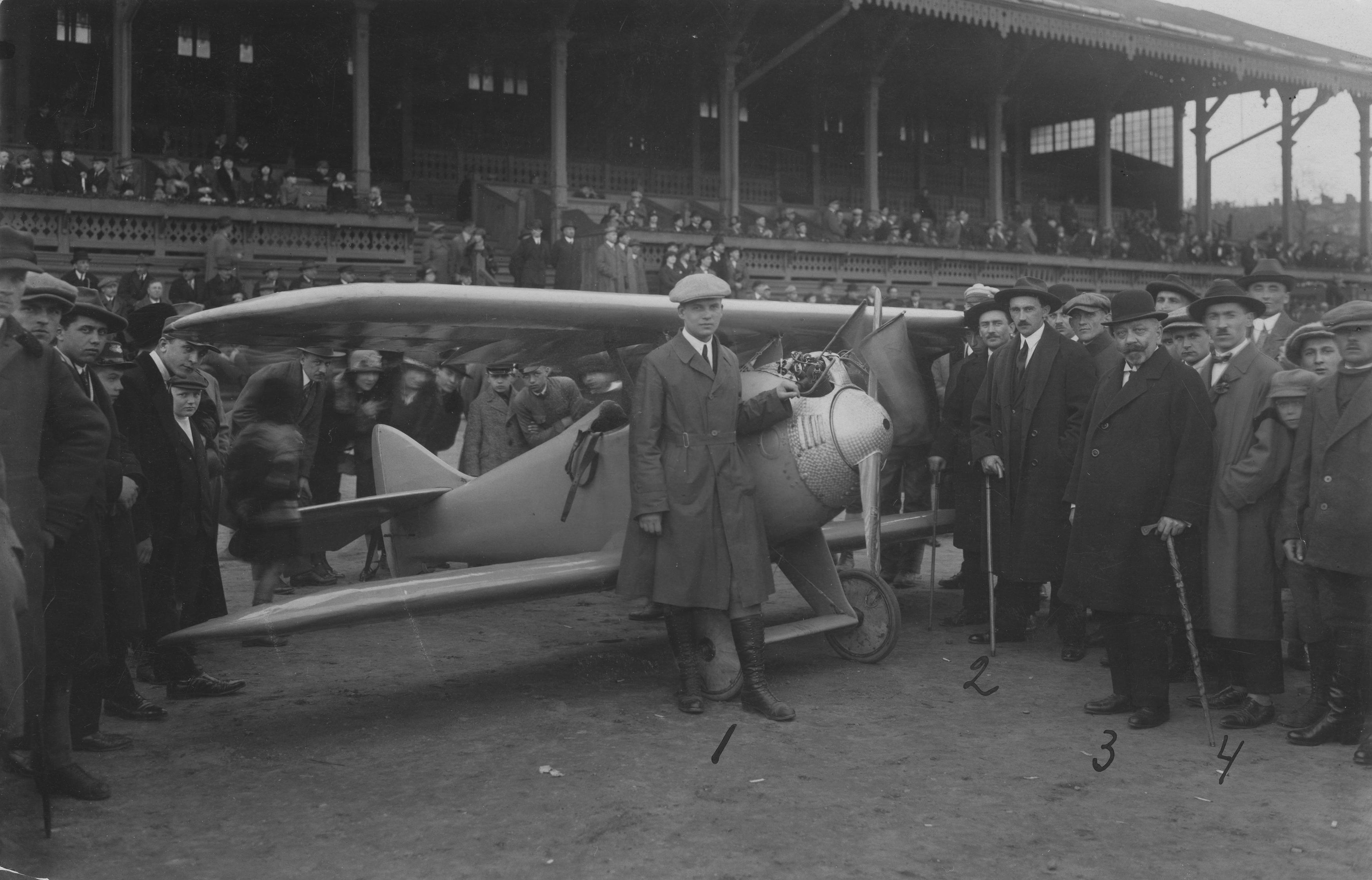
Jerzy Dąbrowski przy samolocie D-1 Cykacz

Samolot został zaprojektowany przez Jerzego Dąbrowskiego podczas jego studiów na Politechnice Warszawskiej. Prace nad budową prowadzono w Centralnych Warsztatach Lotniczych od jesieni 1924 do lutego 1925 roku. Był to pierwszy samolot zbudowany od podstaw w tej wytwórni.
Oblot został wykonany na mokotowskim lotnisku przez Zbigniewa Babińskiego 25 lutego 1925 roku. Pierwsze próby startu był nieudane, samolot miał kłopoty z silnikiem oraz podwoziem. Po dokonaniu kilku zmian pilot wykonał na nim kilka lotów, dochodzących do 18 minut czasu lotu i 200 metrów wysokości. Samolot otrzymał znaki PP-LOPP oraz nazwę Cykacz (z uwagi na specyficzną pracę silnika).
Konstruktorowi nie udało się uzyskać planowanych osiągów samolotu, było to spowodowane przekroczeniem planowanej masy własnej płatowca o 35 kg (z 90 do 125) oraz startowej o 55 kg (z 170 do 225) oraz zamontowaniem słabszego silnika niż pierwotnie planowany. Silnik stale przegrzewał się i zacierał, co pozwalało jedynie na wykonywanie krótkotrwałych lotów.
Konstruktor wprowadził zmiany polegające na modyfikacji usterzenia i zmianie śmigła (zastosowano konstrukcję Jerzego Drzewieckiego). Tak ulepszony samolot wykonał następnie ok. 40 lotów, ale problemy z silnikiem spowodował przerwanie dalszych prac. Samolot był potem kilkakrotnie publicznie prezentowany, w sierpniu pokazano go na Wystawie Politechniki Warszawskiej, wykonano na nim pokazowe lądowanie na terenie wyścigów konnych w Warszawie. Do lat trzydziestych stał w hangarze CWL, dalsze jego losy nie są znane.

## Konstrukcja
Jednomiejscowy samolot sportowy w układzie wolnonośnego dwupłata o konstrukcji drewnianej.
Kadłub o konstrukcji podłużnicowej, półskorupowy o przekroju owalnym. Kabina pilota otwarta, osłonięta wiatrochronem, wyposażona w drążek sterowy i orczyk. Tablica przyrządów wyposażona w prędkościomierz, wysokościomierz, busolę i obrotomierz. Przed kabiną pilota był umieszczony zbiornik paliwa.
Płaty o obrysie prostokątno-trapezowym, niedzielone, dwudzwigarowe. Do pierwszego dźwigara kryte sklejką, dalej płótnem. Płat górny z wykrojem nad kabiną, wyposażony w lotki kryte płótnem, mocowany do kadłuba zastrzałami. Płat dolny mocowany do kadłuba w czterech punktach.
Podwozie stałe, trójpunktowe z płozą ogonową. Golenie główne usztywnione naciągami z drutu, amortyzowane sznurem gumowym.
Usterzenie klasyczne, krzyżowe o konstrukcji drewnianej. Statecznik poziomy dwudzielny. Powierzchnie sterowe kryte płótnem.
Silnik rzędowy w układzie V Blackburne Tomtit o mocy 12 kW (16 KM). Śmigło dwułopatowe, stałe, drewniane o średnicy 135 cm.